# سالومي ديفيدزي
سالومي ديفيدزي مواليد 2 يناير 1986 في تبليسي، هي لاعبة كرة مضرب جورجية بدأت مسيرتها كمحترفة سنة 2001 تلعب باليد اليمنى. أعلى تصنيف لها في الفردي كان المركز الـ 254 في سنة 2004. أعلى تصنيف لها في الزوجي كان المركز الـ 250 في سنة 2005.

## روابط خارجية
- سالومي ديفيدزي على موقع رابطة محترفات التنس (الإنجليزية)
- سالومي ديفيدزي على موقع الاتحاد الدولي لكرة المضرب (الإنجليزية)
- سالومي ديفيدزي على موقع كأس بيلي جين كينغ (الإنجليزية)
- سالومي ديفيدزي على موقع خلاصة التنس.كوم (الإنجليزية)
- سالومي ديفيدزي على موقع إي إس بي إن.كوم (الإنجليزية)